# Initiative populaire fédérale pour des multinationales responsables

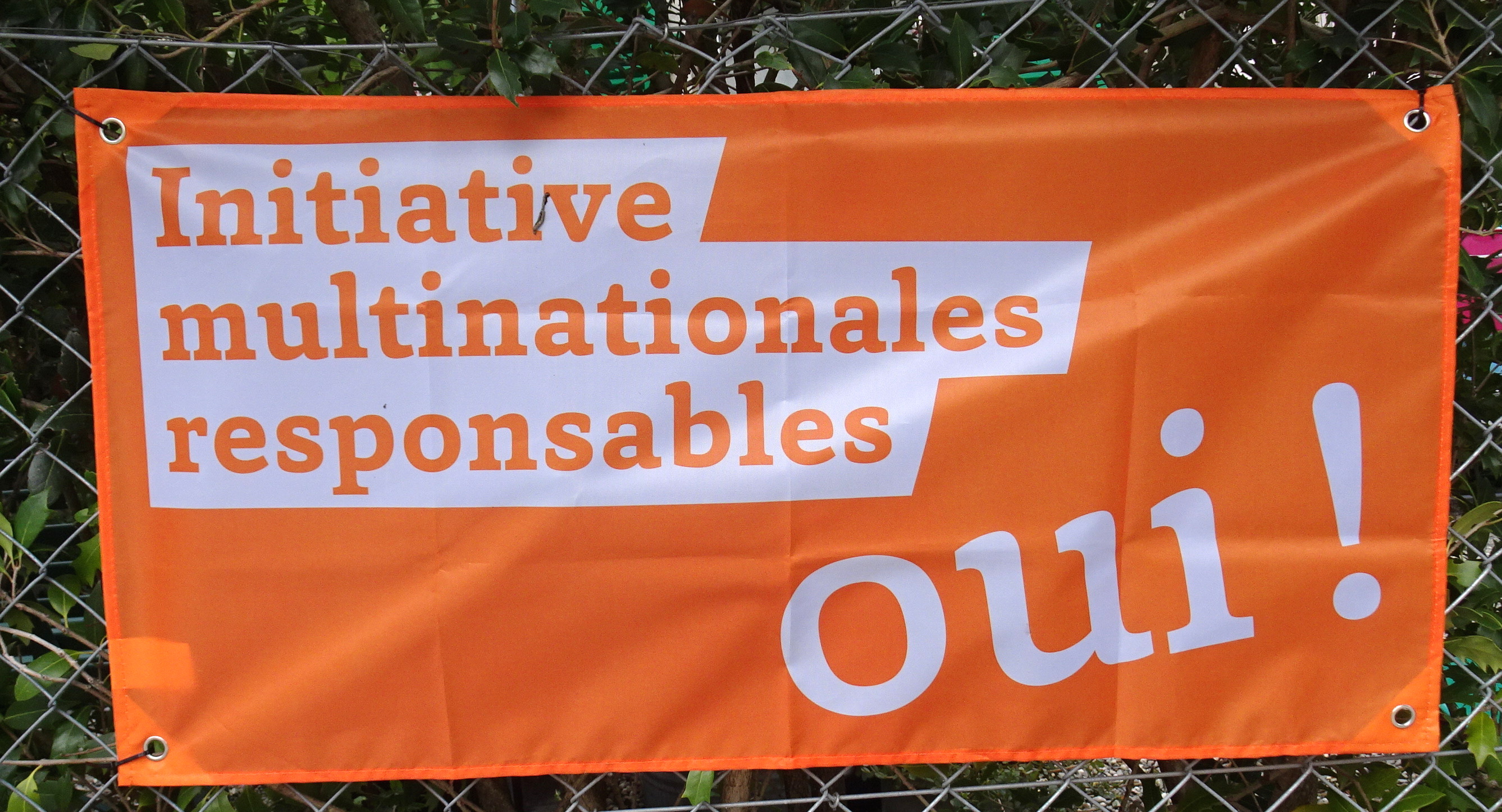
Drapeau en faveur de l'initiative.

L'initiative populaire « Entreprises responsables – pour protéger l’être humain et l’environnement, communément appelée initiative pour des multinationales responsables est une initiative populaire fédérale suisse, en faveur du devoir de diligence, soumise en votation le 29 novembre 2020. Elle propose une responsabilité civile en cas de violation des droits humains ou de l'environnement.
Elle recueille 50,7 % des suffrages exprimés ; mais seuls 8 1/2 des cantons l'acceptent et 12 5/2 la rejettent. L'initiative échoue donc à obtenir la double majorité du peuple et des cantons,. La participation s'est élevée à 47 %. La campagne est remarquée par son intensité et les moyens très élevés engagés par les initiants.
L'échec de l'initiative entraine l'entrée en vigueur du contre-projet législatif. Ce dernier introduit également de nouvelles obligations de diligence raisonnable. Des amendes (pénales) peuvent être prononcées en cas de manquement à l'obligation d'établir un rapport annuel sur leur politique dans le domaine des droits de l’homme et de l’environnement.

## Contenu
L'initiative demande que les multinationales suisses examinent les conséquences de leurs activités (filiales) à l'étranger sur les droits humains et l'environnement et répondent des éventuelles violations. De telles règles existent déjà en France avec la loi sur le devoir de vigilance, aux Pays-Bas, au Royaume-Uni (Modern Slavery Act) et en Allemagne. Par ailleurs, le commissaire européen à la Justice Didier Reynders annonce en 2020 travailler à un projet de loi européen sur la diligence raisonnable en matière de droits de l'homme et de droit de l'environnement dès 2021, qui engage notamment la responsabilité civile de l’entreprise.
Le texte complet de l'initiative peut être consulté sur le site de la Chancellerie fédérale.

## Déroulement

### Contexte historique
L'initiative populaire « Pour des entreprises responsables – pour protéger l’être humain et l’environnement » est l’héritière de la campagne « Droit sans frontières », menée par une coalition de 50 ONG. Elle avait abouti à la pétition « Des règles contraignantes pour les multinationales suisses », soumise au Parlement en 2012 avec 135 000 signatures. Sans effet.

### Récolte des signatures et dépôt de l'initiative
La récolte des 100 000 signatures débute le 21 avril 2015. L'initiative est déposée le 10 octobre 2016 à la Chancellerie fédérale, qui constate son aboutissement le 1er novembre de la même année.

### Comités de soutien

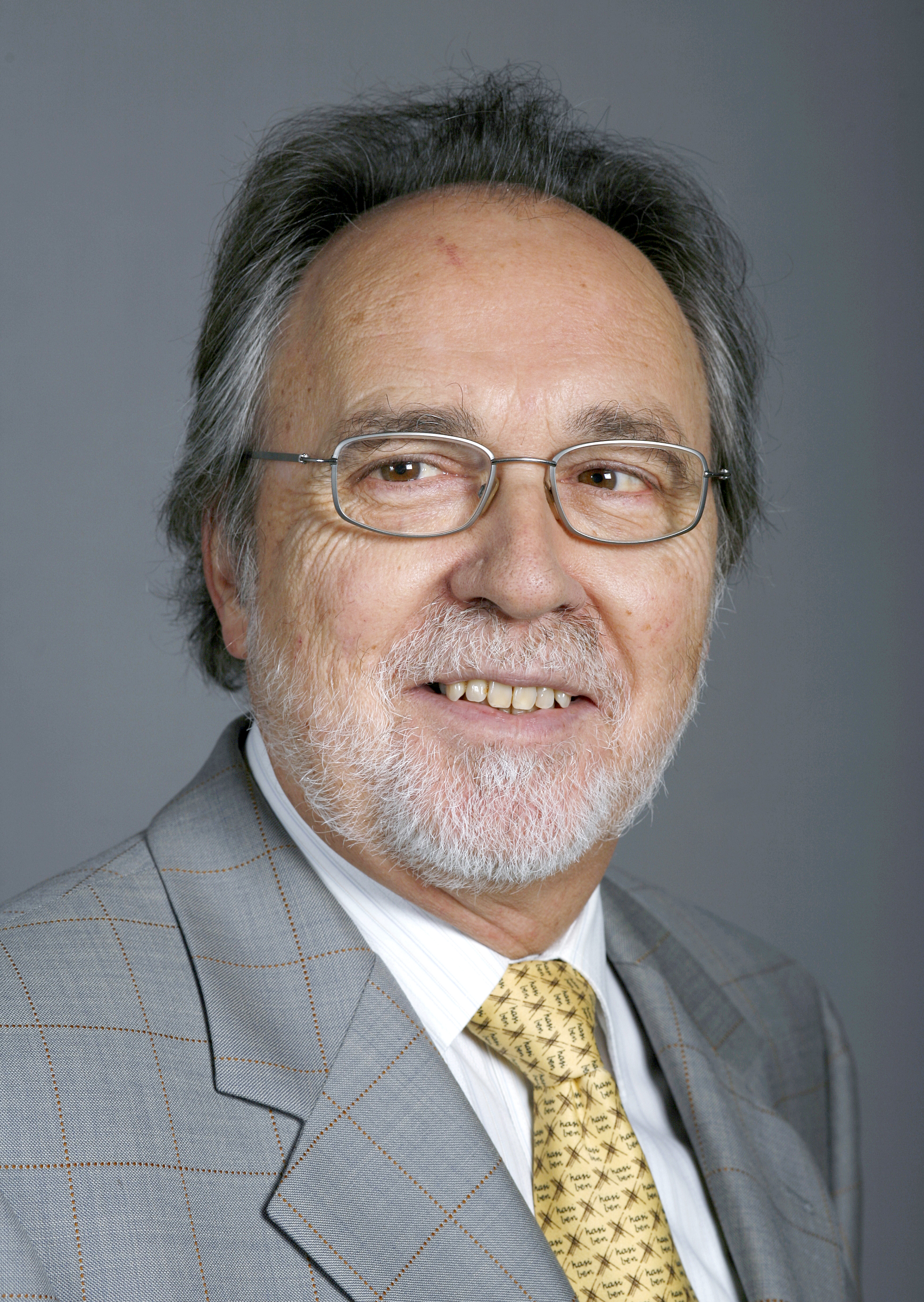
Dick Marty.

Le comité d'initiative est co-présidé par l'ancien procureur général du canton du Tessin Dick Marty et Monika Roth, avocate spécialisée dans le droit fiscal.
L'initiative est portée et soutenue par une coalition de 114 organisations. Des domaines de l’entraide, des droits humains, des droits des femmes, de la protection de l’environnement, des églises, mais aussi des syndicats, des coopératives et des unions d’actionnariat en font partie.
Bien que l'initiative soit rejetée par les principaux partis de droite, notamment le Parti libéral-radical et l'Union démocratique du centre, un Comité bourgeois pour des multinationales responsables réunissant notamment des membres du PLR et de l'UDC revendique son soutien à l'initiative. Plus de 350 politiciens de droite exposent à travers leur site internet leurs positions,.

### Discussions et recommandations des autorités
Le 15 septembre 2017, le Conseil fédéral propose aux chambres fédérales de soumettre au vote du peuple et des cantons l’initiative populaire « Entreprises responsables – pour protéger l’être humain et l’environnement » sans lui opposer de contre-projet, en leur recommandant de la rejeter.
Le 14 juin 2018, le Conseil national adopte un contre-projet direct à l'initiative. Le contre-projet, adopté par 121 voix contre 73, va moins loin, notamment en matière de responsabilité. Celle des gestionnaires et dirigeants d'une société serait expressément exclue. Et la responsabilité ne porterait que sur les dommages à la vie et à l'intégrité personnelle ou sur la violation du droit de propriété. Ce contre-projet est rejeté le 12 mars 2019 par le Conseil des États.
Le 14 août 2019, le Conseil fédéral annonce qu'il entend que les entreprises suisses rendent compte du respect des droits humains et des normes environnementales à l’étranger. Il confirme sa position et habilite le Département fédéral de justice et police (DFJP) à défendre ce point de vue lors des délibérations parlementaires relatives au contre-projet indirect à l’initiative pour des multinationales responsables.
Le 18 décembre 2019, le Conseil des États soutient un nouveau contre-projet indirect inspiré du Conseil fédéral. Par 25 voix contre 13, la majorité s'est rangée derrière l'approche voulue par le Conseil fédéral. La responsabilité pour les entreprises contrôlées effectivement à l’étranger ne sera pas explicitement réglementée. Les obligations se réduiront à un devoir de diligence dans les domaines « minerais de conflit » et « travail des enfants ». Seules les « sociétés d’intérêt public » devront rendre un rapport. Le 11 mars 2020, le Conseil national confirme le contre-projet par 97 voix contre 92 et 7 abstentions.
Le 2 juin 2020, le Conseil des États, par 28 voix contre 17, maintient son contre-projet à l’initiative. Une conférence de conciliation va devoir trancher le désaccord persistant avec le Conseil national. Un arrêté parlementaire du 19 juin 2020 clôt la procédure : un contre-projet indirect est opposé à l’initiative.

### Contre-projet indirect
Le contre-projet indirect adopté par le parlement le 19 juin 2020 est basé sur une proposition du Conseil fédéral de novembre 2016 concernant le Code des obligations dans le droit de la société anonyme. Les chambres (le Conseil des États et le Conseil national) ont étudié le projet de juin 2018 à juin 2020, des divergences dans leurs positions ont conduit à des allers-retours entre les deux chambres dès juin 2019. Une conférence de conciliation est à l’origine de la proposition finalement adoptée,.
Selon le message du Conseil fédéral, cette loi « vise à moderniser le droit de la société anonyme afin de l’adapter aux besoins de l’économie pour les années à venir. Les dispositions sur la fondation et sur le capital sont rendues plus flexibles et le droit de la société anonyme est adapté au nouveau droit comptable […] Le projet propose de fixer des seuils pour la représentation des sexes dans les grandes sociétés cotées en bourse, et de régler la transparence dans les grandes sociétés extractrices de matières premières ». Les nouveautés répondent à neuf interventions parlementaires et intègrent une ordonnance de 2014 sur les rémunérations abusives dans les sociétés cotées en bourse.
C’est donc en marge de modifications au droit des sociétés anonymes que des dispositions concernant leurs responsabilités dans les domaines de l’environnement et des droits humains sont introduites. Voir en particulier le chapitre VI « Transparence dans les entreprises de matières premières » (articles 964a à f).
La nouvelle loi ne réglemente pas explicitement la responsabilité de la maison-mère pour les entreprises contrôlées à l'étranger. Elle introduit un devoir de diligence dans les domaines « minerais de conflit » et « travail des enfants ». Un rapport est exigé des sociétés d'intérêt public seulement.
Selon la faîtière patronale Économiesuisse, ce contre-projet indirect « renforce les obligations des entreprises, sans pour autant les exposer à un risque de poursuites abusives ».

## Campagne de votation
Si la campagne a débuté dès 2015 autour de la récolte des signatures, elle s’est intensifiée dès 2018 avec la diffusion de « drapeaux » à suspendre par des particuliers de manière à être visibles de la voie publique. Plus de 70 000 drapeaux ont été distribués. D'autres supports ont aussi été largement diffusés : affiches, autocollants, triangles à fixer sur les vélos. Ce « marketing » qui se passe d’agence publicitaire permet de « s’assurer de l’omniprésence du projet dans l’espace public à moindres frais »,.

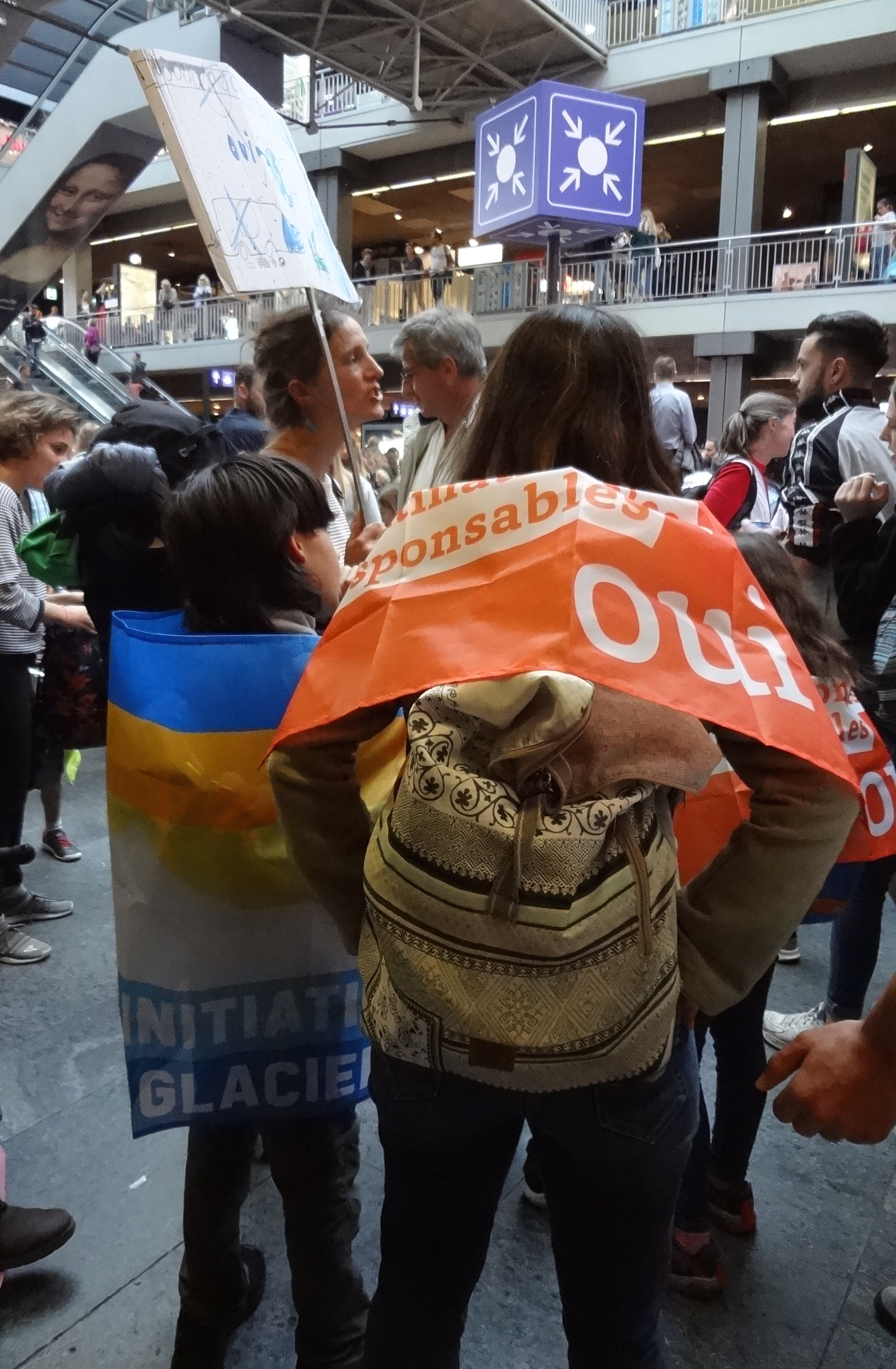
Berne, 2019
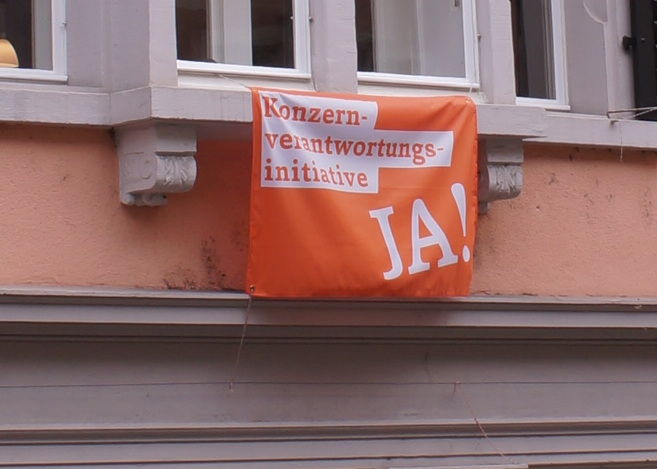
En allemand, à Schaffhouse
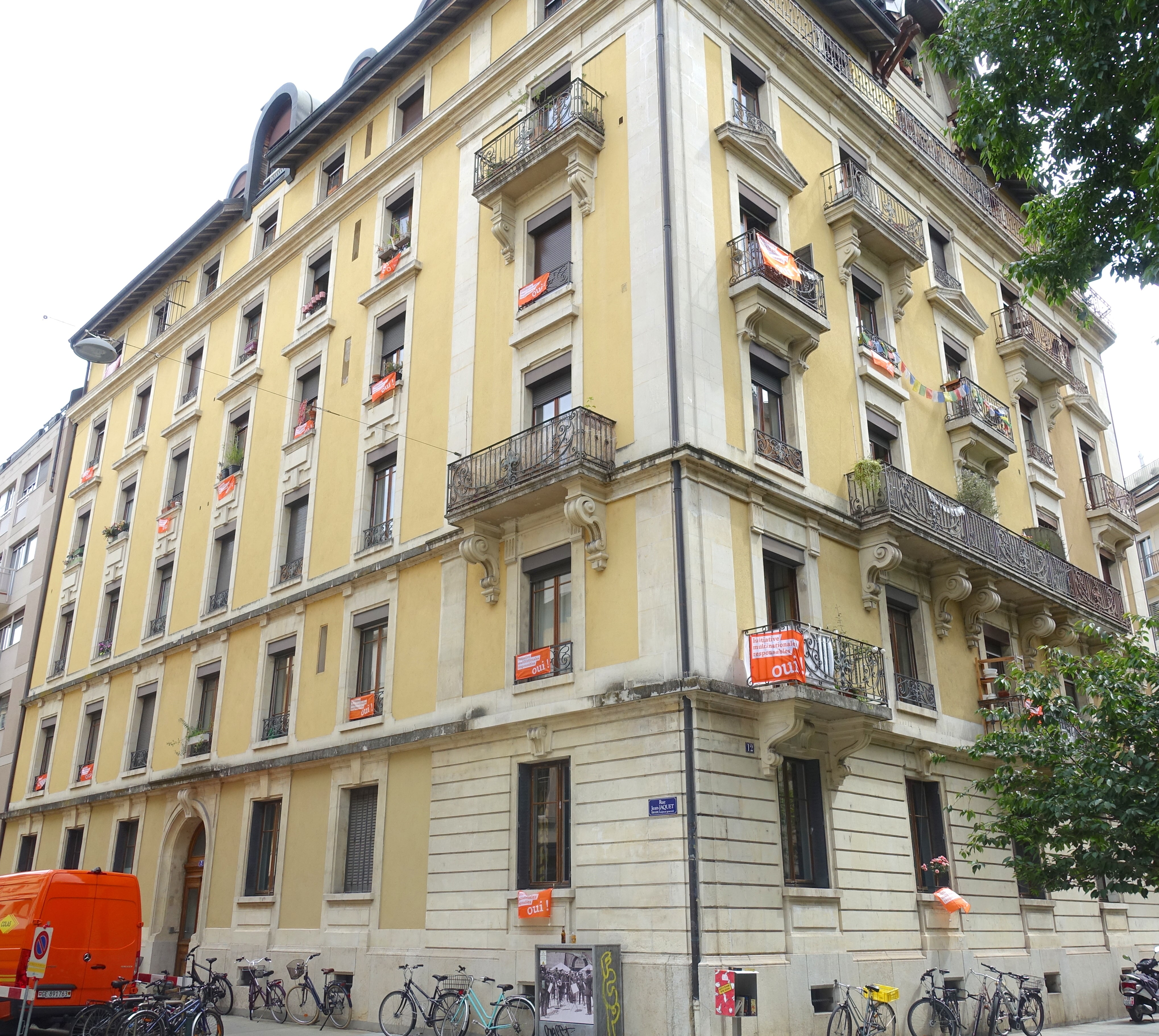
Plus de 20 banderoles sur cet immeuble
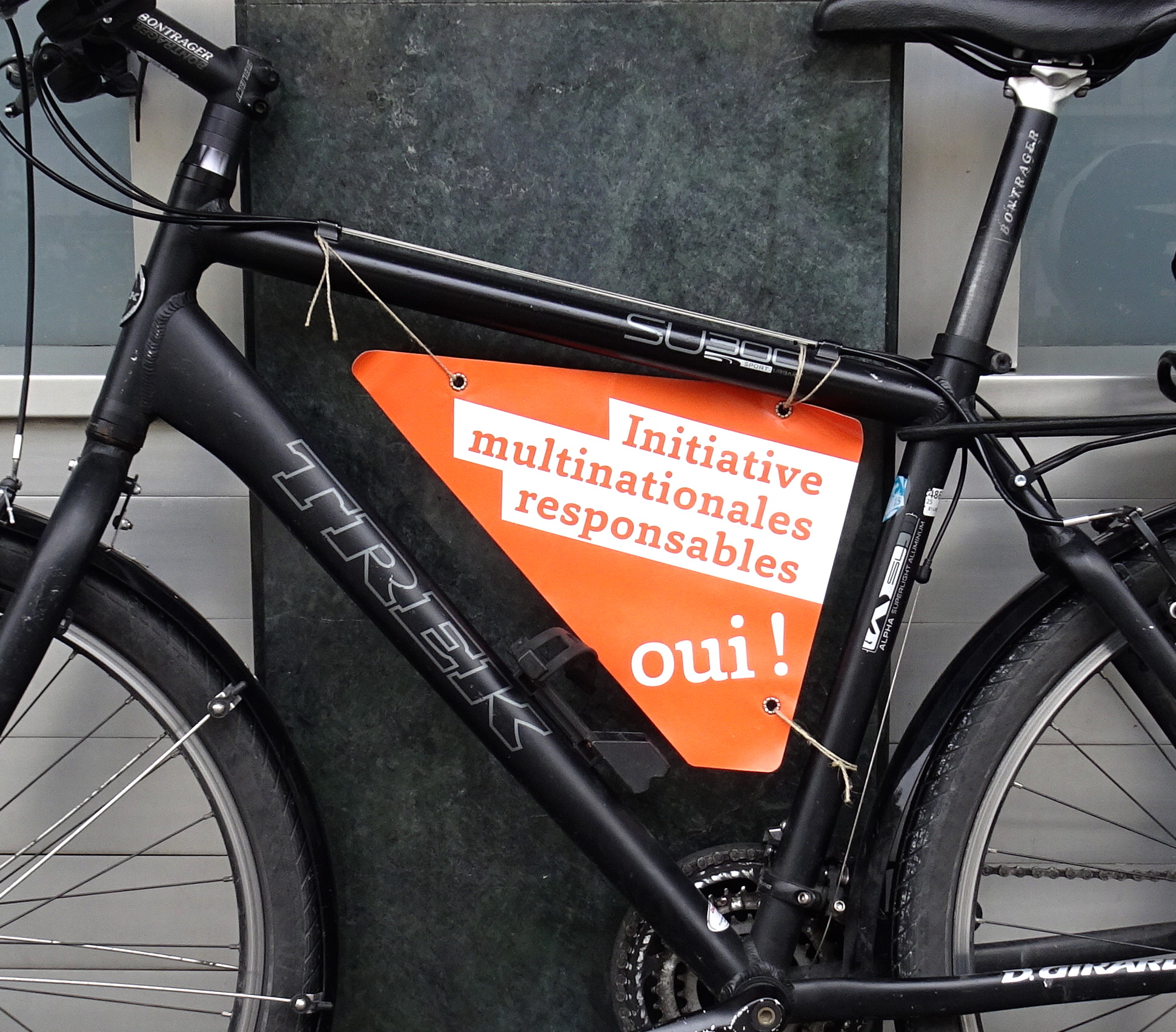
Sur un vélo, à Genève
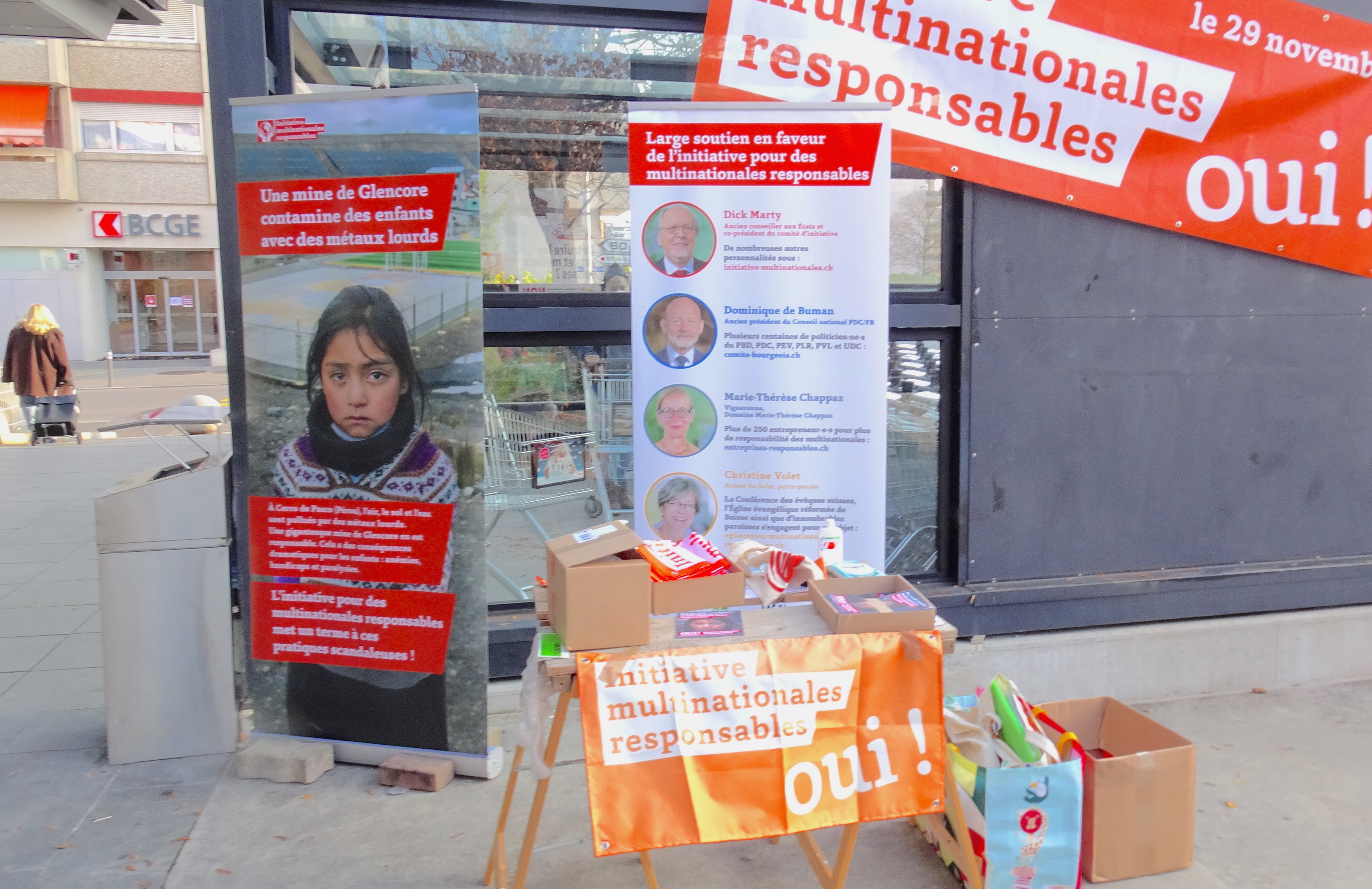
Stand à Onex
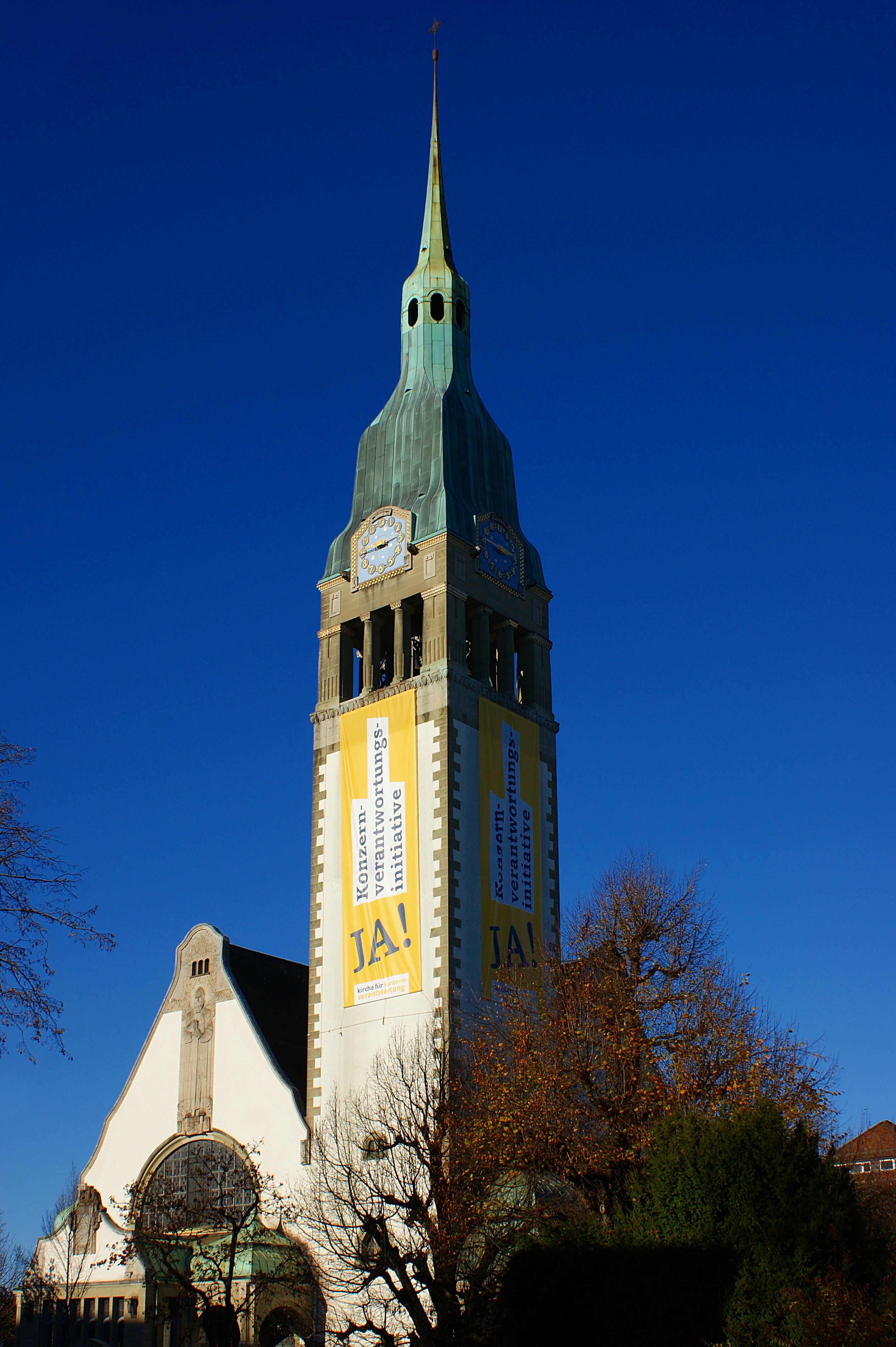
Église à Berne

La campagne étonne dans le paysage politique pour son intensité très élevée. L'initiative se distingue aussi par la « pré-campagne », auprès de juristes notamment, qui est une stratégie habituellement adoptée par les milieux économiques.
Quelque 450 comités locaux soutiennent l’initiative, ils réunissent environ 8 000 personnes. Trois cents cinquante soirées locales ont dû être annulées dans le contexte des restrictions imposées face à la pandémie du Covid-19, ces rencontres ont été remplacées par l'envoi de près de 900 000 cartes postales par les sympathisants. La campagne serait « unique par l’ampleur de la mobilisation citoyenne et par son effet boule de neige ».
Les initiants distribuent le 10 novembre un tout-ménage qui reproduit une interview de Dick Marty parue dans Le Matin Dimanche, sans l'autorisation du journal. L'éditeur Tamedia annonce envisager porter plainte, notamment pour détournement d'un média.
L'initiative est combattue du côté des opposants notamment par l'organisation patronale Économiesuisse,,. Économiesuisse avance notamment que « ces règles seraient uniques au monde et génèrent des problèmes juridiques, politiques et économiques ».
Les Églises suisses (notamment la Conférence des évêques suisses et l’Église évangélique réformée de Suisse) s'engagent pour le oui et font activement campagne. La conseillère fédérale Karin Keller-Sutter et d'autres acteurs de la politique en Suisse sont irrités par cet engagement. Les jeunes libéraux-radicaux suisses dénoncent ces prises de position car selon eux les Églises sont tenues à la neutralité politique dans ces cantons (où elles sont des institutions de droit public financées par l’impôt),. Ils déposent un recours de droit public contre l'initiative, refusé par chacun des cantons concernés ; ils demandent alors au Tribunal fédéral des mesures provisionnelles pour un arrêt immédiat des actions des Églises dans la campagne électorale, cette requête est rejetée le 23 novembre. La Chancellerie fédérale considère toutefois que cet engagement est contraire au droit.

## Votation
Le Conseil fédéral décide lors de sa séance du 1er juillet 2020 de soumettre au vote l'initiative le 29 novembre 2020.

### Résultats
| Choix                     | Votes     | %     | Cantons | Cantons | Cantons |  |
| Choix                     | Votes     | %     | E       | D       | Total   |  |
| ------------------------- | --------- | ----- | ------- | ------- | ------- |  |
| Pour                      | 1 299 173 | 50,73 | 8       | 1       | 8,5     |  |
| Contre                    | 1 081 731 | 49,27 | 12      | 5       | 14,5    |  |
|                           |           |       |         |         |         |  |
| Votes valides             |           |       |         |         |         |  |
| Votes blancs et invalides |           |       |         |         |         |  |
| Total                     |           | 100   | 20      | 6       | 23      |  |
| Abstention                |           |       |         |         |         |  |
| Inscrits/Participation    |           | 47,02 |         |         |         |  |

### Résultats en chiffres par canton

Résultats par canton. La Suisse romande, la Suisse italienne et les régions citadines de la Suisse alémanique comme le canton de Zurich, le canton de Bâle-Ville et le canton de Berne ont été plus favorable à l'initiative

Résultats provisoires du dimanche de votation. Les résultats définitifs sont publiés après leur validation par le Conseil fédéral, environ deux mois après la votation.
| Cantons                      | Oui       | Non       | % Oui  | % Non  | Canton Oui | Canton Non | % Participation |
| ---------------------------- | --------- | --------- | ------ | ------ | ---------- | ---------- | --------------- |
| Zurich                       | 250 337   | 223 516   | 52.83% | 47.17% | 1          |            | 49.99%          |
| Berne                        | 194 750   | 161 904   | 54.60% | 45.40% | 1          |            | 48.27%          |
| Lucerne                      | 58 599    | 74 310    | 44.09% | 55.91% |            | 1          | 47.80%          |
| Uri                          | 4 934     | 6 963     | 41.47% | 58.53% |            | 1          | 44.74%          |
| Schwytz                      | 15 795    | 34 242    | 31.57% | 68.43% |            | 1          | 47.13%          |
| Obwald                       | 4 760     | 8 390     | 36.20% | 63.80% |            | 1/2        | 49.56%          |
| Nidwald                      | 5 095     | 10 726    | 32.20% | 67.80% |            | 1/2        | 50.63%          |
| Glaris                       | 5 003     | 5 611     | 47.14% | 52.86% |            | 1          | 40.24%          |
| Zoug                         | 15 365    | 28 234    | 35.24% | 64.76% |            | 1          | 55.99%          |
| Fribourg                     | 52 614    | 40 404    | 56.56% | 43.44% | 1          |            | 45.06%          |
| Soleure                      | 36 174    | 46 366    | 43.83% | 56.17% |            | 1          | 45.72%          |
| Bâle-Ville                   | 38 573    | 23 710    | 61.93% | 38.07% | 1/2        |            | 55.21%          |
| Bâle-Campagne                | 40 349    | 44'529    | 47.54% | 52.46% |            | 1/2        | 45.73%          |
| Schaffhouse                  | 15 689    | 17 520    | 47.24% | 52.76% |            | 1          | 66.22%          |
| Appenzell Rhodes-Extérieures | 8 519     | 11 074    | 43.48% | 56.52% |            | 1/2        | 50.65%          |
| Appenzell Rhodes-Intérieures | 1 729     | 3 214     | 34.98% | 65.02% |            | 1/2        | 41.59%          |
| Saint-Gall                   | 62 491    | 85 169    | 42.32% | 57.68% |            | 1          | 45.46%          |
| Grisons                      | 27 784    | 32 887    | 45.79% | 54.21% |            | 1          | 43.83%          |
| Argovie                      | 80 361    | 106 212   | 43.07% | 56.93% |            | 1          | 43.15%          |
| Thurgovie                    | 32 347    | 44 025    | 42.35% | 57.65% |            | 1          | 44.39%          |
| Tessin                       | 51 750    | 43 794    | 54.16% | 45.84% | 1          |            | 43.40%          |
| Vaud                         | 127 545   | 85 585    | 59.84% | 40.16% | 1          |            | 46.65%          |
| Valais                       | 45 635    | 56 429    | 44.71% | 55.29% |            | 1          | 45.78%          |
| Neuchâtel                    | 29 809    | 16 334    | 64.60% | 35.40% | 1          |            | 41.03%          |
| Genève                       | 78 343    | 43 768    | 64.16% | 35.84% | 1          |            | 45.64%          |
| Jura                         | 14 823    | 6 757     | 68.69% | 31.31% | 1          |            | 40.46%          |
| Total Suisse                 | 1 299 173 | 1 261 673 | 50.73% | 49.27% | 8 1/2      | 12 5/2     | 47.02%          |

La Suisse romande, la Suisse italienne et les régions citadines de la Suisse alémanique comme le canton de Zurich, le canton de Bâle-Ville et le canton de Berne notamment ont été plus favorable à l'initiative. Dans certains cantons alémaniques qui ont voté non, leur chef-lieu ont voté oui, démontrant un clivage entre villes et régions rurales comme l'indique la carte de l'office fédéral de la statistique :
- Le canton de Lucerne a voté non mais le chef-lieu Lucerne a voté oui à 61,5 %.
- Le canton de Soleure a voté non mais le chef-lieu Soleure a voté oui à 59,4 %
- Le canton d'Argovie a voté non mais le chef-lieu Aarau a voté oui à 57,5 %
- Le canton de Saint-Gall a voté non mais le chef lieu Saint-Gall a voté oui à 56,3 %
- Le canton de Schaffhouse a voté non mais le chef-lieu Schaffhouse a voté oui à 55,6 %
- Le canton de Bâle-Campagne a voté non mais le chef-lieu Liestal a voté oui à 55,5 %
- Le canton des Grisons a voté non mais le chef-lieu Coire a voté oui à 52,1 %
- Le canton du Valais a voté non mais le chef-lieu Sion a voté oui à 52 %. D'autre part, la partie Suisse romande du canton du Valais a été plus favorable à l'initiative que la partie Suisse alémanique.